# Institut d'Art Clark
L'Sterling & Francine Clark Art Institute, abreviadamente Institut d'Art Clark (Clark Art Institute o habitualment The Clark), és un centre d'art d'origen privat a Williamstown a l'estat de Massachusetts dels Estats Units. Acull una superba col·lecció de pintures del segle xix, principalment impressionistes (Monet, Pissarro, Degas i unes trenta de Renoir), juntament amb obres mestres del quattrocento italià (Piero della Francesca, Domenico Ghirlandaio, Pietro Perugino). El seu nom recorda els  fundadors, els col·leccionistes Francine Clary i el seu espòs Sterling Clark.

## Història

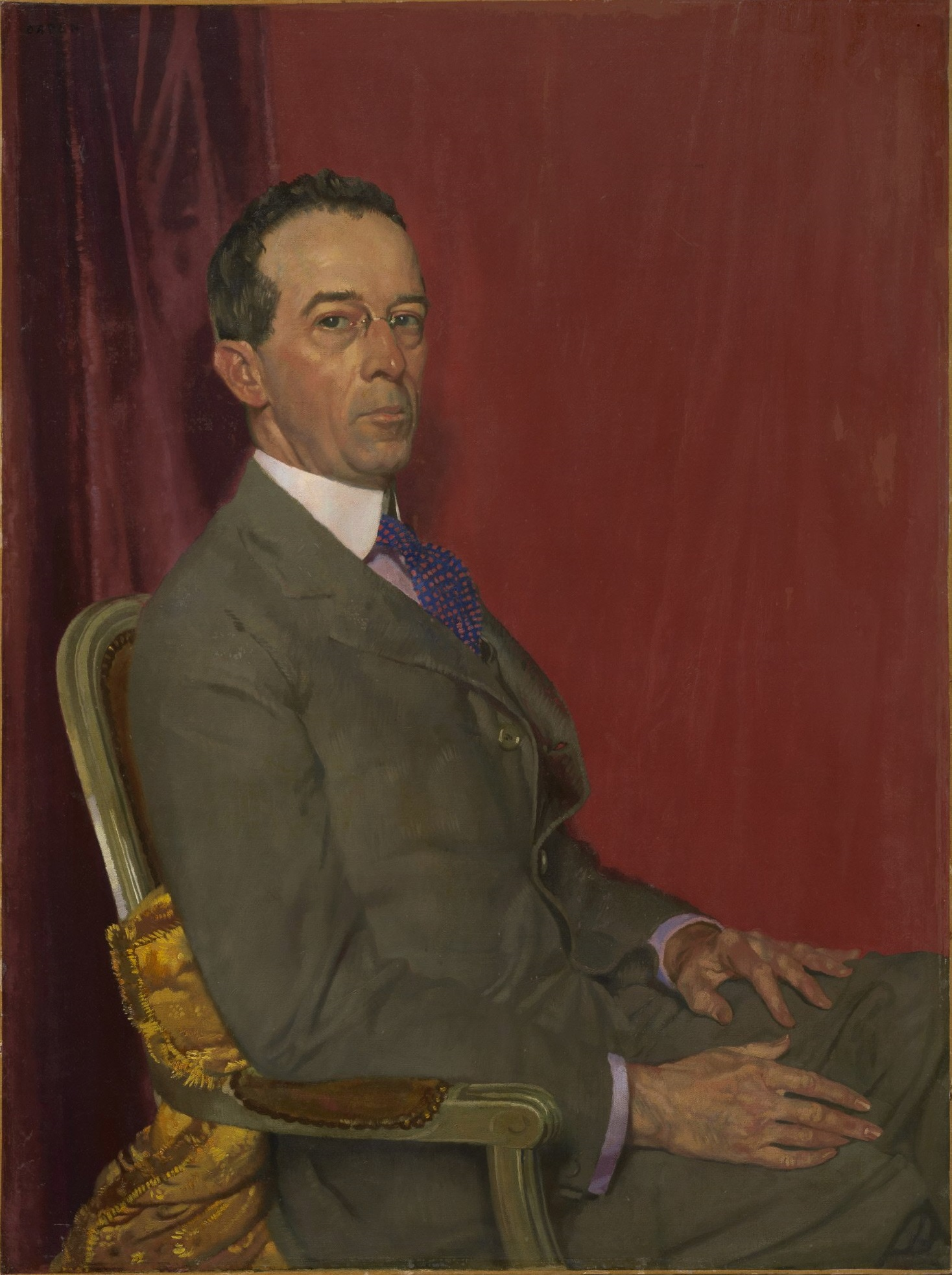
Retrat del col·leccionista Sterling Clark, fundador de la institució. Pintat per William Orpen.

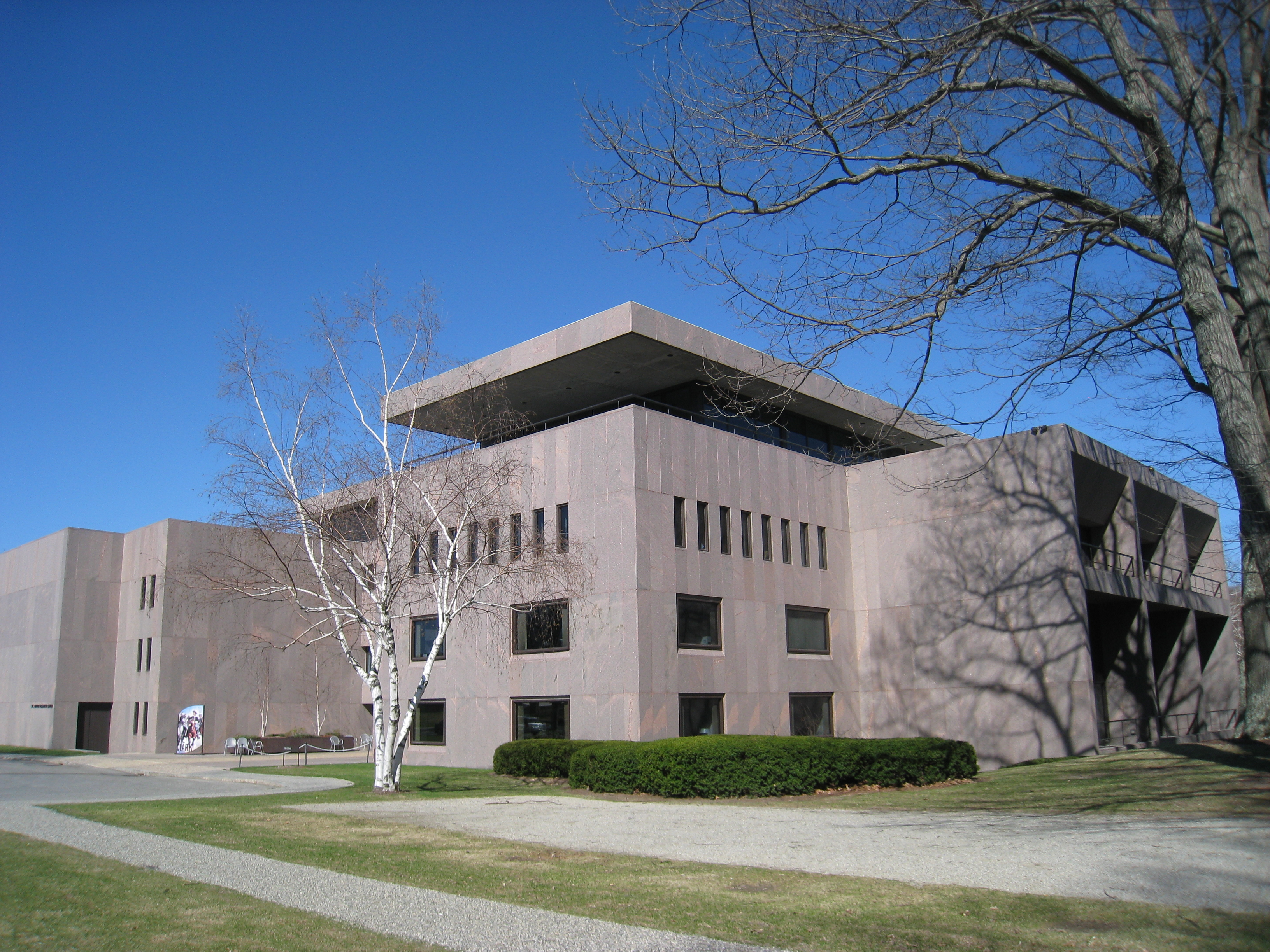
Ampliació moderna de l'Institut d'Art Clark, erigida en la dècada de 1970.

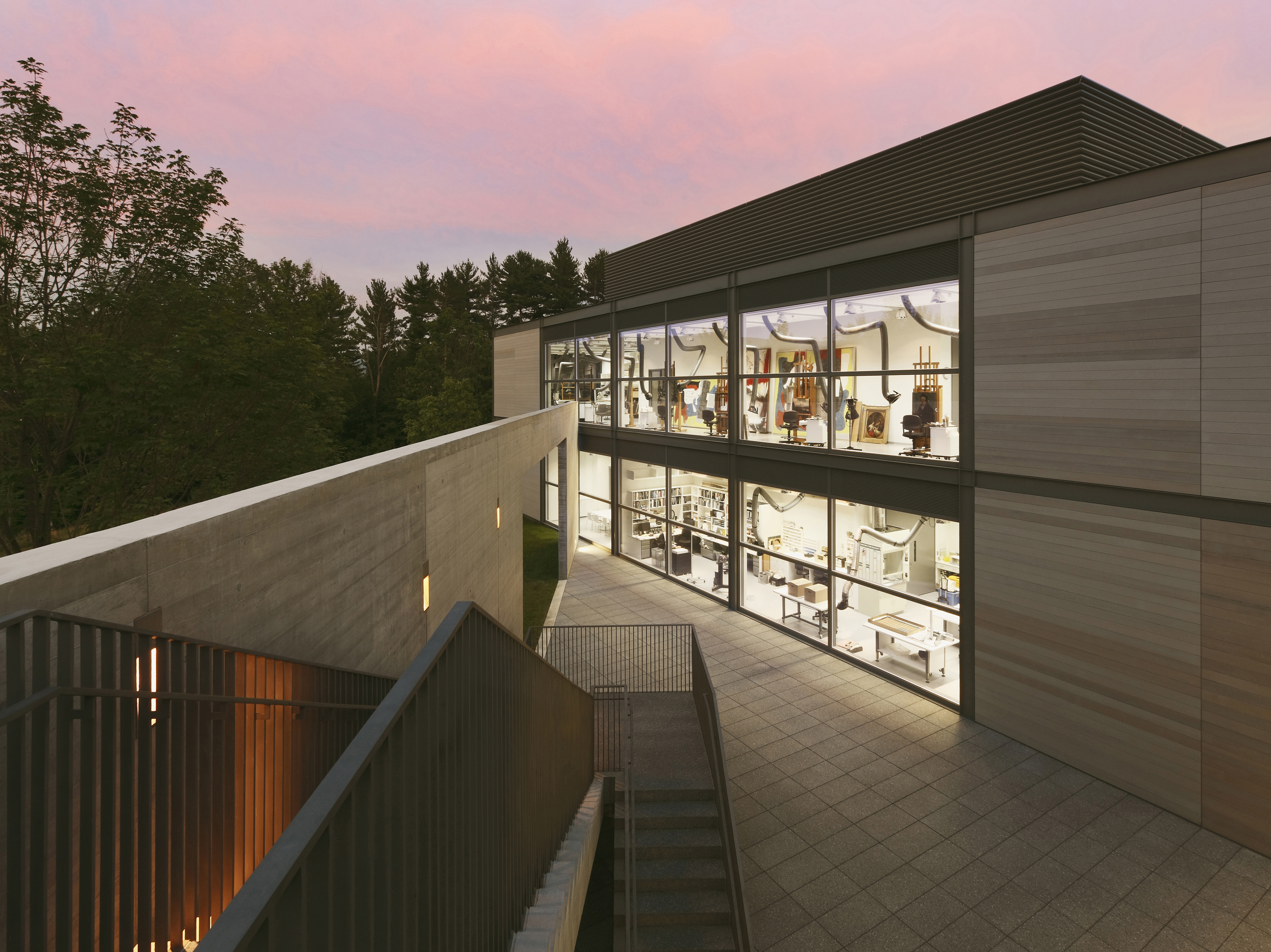
Ampliació de Tadao Ando inaugurada en 2014.

Després d'una brillant carrera a l'Exèrcit dels Estats Units, Sterling Clark (1877-1956) es va instal·lar a París i va començar a col·leccionar obres d'art, afició que li havien transmès els seus pares. Explicava per a això amb una abundant fortuna heretada de l'avi, president de la Singer Corporation, la famosa companyia de màquines de cosir. El 1919 Sterling Clark es va casar amb la francesa Francine Clary, zambdós aficionats de l'art. Van crear una excel·lent col·lecció de pintura, escultura, dibuixos, gravats, argenteria i porcellanes, seguint el seu gust personal.
Ja mentre formaven la seva col·lecció, els Clark van pensar a obrir un museu públic. Sterling Clark va estudiar fer-lo a Cooperstown a l'estat de Nova York, a prop del domicili de la família. També va pensar a llegar la col·lecció a l'Metropolitan Museum, però va canviar d'opinió i cap a 1946, va pensar a erigir el museu en una parcel·la que havia adquirit a Manhattan.
Finalment, els Clark van preferir obrir el museu fora de Nova York, com que temien que es perdria en la massa de l'àmplia oferta artística de la metròpoli. Van triar la petita població de Williamstown, al comtat de Berkshire  a l'oest de l'estat de Massachusetts), on hi havia la universitat Williams College. La família Clark tenia llaços molt estrets amb aquest centre universitari: l'avi de Sterling Clark n'havia estat patró de 1878a 1882, i el seu pare també, de 1882 a 1886.
Van decidir aixecar el museu prop d'aquesta universitat que ja tenia una petita pinacoteca. Animats per diverses xerrades amb els responsables de l'escola i del petit museu, els Clark van visitar Williamstown a la tardor de 1949 i continuar les negociacions.
Sis mesos després de la visita, el 14 de març de 1950, els Clark van fundar el Sterling and Francine Clark Art Institute, que seria seu permanent de llur col·lecció. L'edifici va costar uns tres milions de dòlars (import colossal en l'època) i la construcció va ser molt comentada per l'enorme quantitat de marbre que s'hi va emprar. Es va inaugurar cinc anys després. L'institut té una doble missió com a museu i com a centre de recerca i formació. En els anys 1970, l'edifici va ser ampliat, i el juliol de 2014 es va inaugurar una segona ampliació, dissenyada per l'arquitecte Tadao Ando i que va costar deu anys de treballs i 145 milions de dòlars.
L'Institut Clark s'emmarca en un campus amb una rica oferta cultural i ecològica. Envoltat de jardins que inclouen un llac amb nenúfars, comparteix protagonisme amb el Museu d'Art del Williams College. Aquest segon museu alberga unes 14.000 peces: el repertori mundial més gran de Maurice Prendergast, obres d'Edward Hopper i Louise Bourgeois, art egipci i assiri, fotografies, un ric fons de gravats antics, vells mestres espanyols (Juan van der Hamen, Josep de Ribera).

## Col·leccions

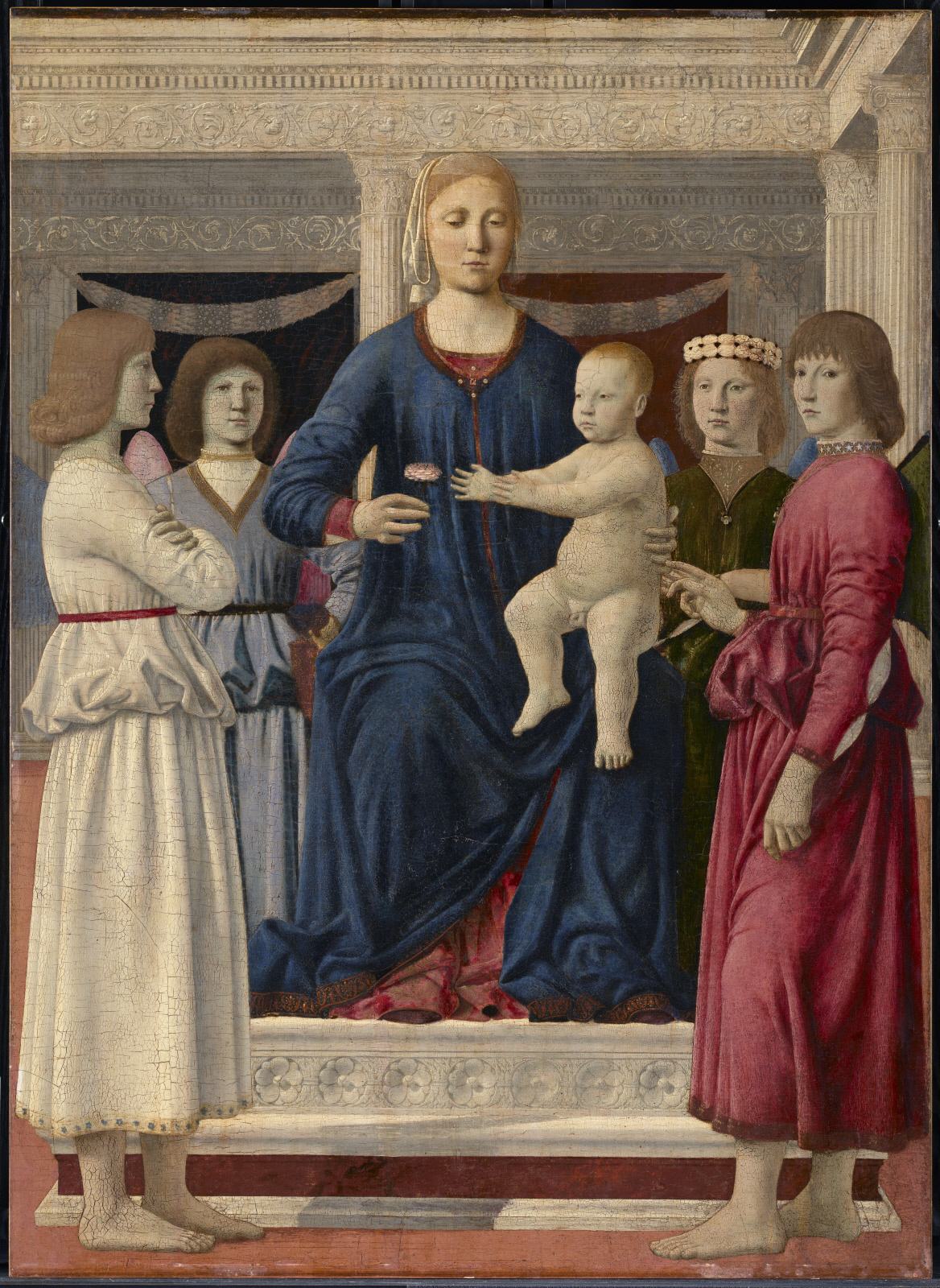
La Mare de Déu amb el Nen en un tron, envoltats d'àngels, de Piero della Francesca.

Si bé la col·lecció de l'Institut Clark ha crescut de manera important des de l'obertura el 1955, continua representant el gust i els interessos dels fundadors, Francine i Sterling Clark. Així, se centra de forma gairebé exclusiva en art europeu i nord-americà: pintura, escultura, obres sobre paper (dibuixos i gravats), i arts decoratives. Abarca un llarg període històric entre el Renaixement i el principi del segle xx. En els últims anys, la institució hi ha afegit fotos antigues. De totes maneres, el màxim atractiu de la col·lecció és la pintura del segle xix, tan europea com americana.
La col·lecció de pintura antiga inclou obres com a Retrat de dama (c. 1490) de Domenico Ghirlandaio, un rar políptic complet del segle xiv d'Ugolino di Nerio, El martiri de santa Catalina d'Alexandria de Luca Signorelli, Retrat de Gilles Joye d'Hans Memling, La Mare de Déu i el Nen amb santa Isabel i sant Joan Baptista de Quentin Matsys, Retrat de Felipe de Guevara de Jan Cornelisz Vermeyen, Paisatge amb el viatge de Jacob de Claude Lorrain, i altres exemples de Pietro Perugino, Joachim Wtewael, Alessandro Turchi, Boucher, Hubert Robert i Thomas Gainsborough. Però la gran joia d'aquesta secció és el retaule de Piero della Francesca: La Mare de Déu i el Nen en un tron, envoltats de quatre àngels. Encara que existeixen altres exemples de l'artista fora d'Itàlia, pocs l'igualen pel format i la riquesa de detalls.
El 2014, un expert neerlandès va descobrir en aquest museu una pintura original de Rembrandt: Home llegint a la llum d'una espelma (1648). Anteriorment es considerava obra d'un seguidor o copista.
La col·lecció de pintura del segle xix inclou Goya (l'esbós per a tapís La verema i el Retrat d'Asensio Juliá de 1814), Corot, Constable, Millet, William Adolphe Bouguereau, Turner, Jean-Léon Gérôme, Géricault, Giovanni Boldini, Puvis de Chavannes i Lawrence Alma-Tadema, tot i que no tenen comparació davant el repertori impressionista: Manet, Monet (a destacar una de les seves vistes de la catedral de Roan), Alfred Sisley, Degas (entre altres obres, una escultura de ballarina en bronze), Camille Pissarro, Pierre Bonnard, Toulouse-Lautrec i Paul Gauguin.
Té un ri repertori d'obres de Renoir, amb una trentena de pintures, i va ser motiu d'una reeixida exposició al Museu del Prado de Madrid (2010-11), a la qual el 2016 ha correspost i va prestar a Williamstown 28 pintures que il·lustren el tema del nu en temps de Felip II i Felip IV.
La secció d'obres sobre paper inclou dibuixos de Rubens, Watteau, Bonnard i un pastís
 de Degas. Es tracta d'una col·lecció encara en creixement; en els últims anys s'han sumat esbossos de Perino del Vaga, Rembrandt, Giovanni Benedetto Castiglione i Fragonard. Com a joia clau d'aquest fons destaca una fulla de Dürer amb alguns esbossos d'animals i un paisatge. Del gran mestre alemany es guarden a més uns 350 gravats, una de les millors col·leccions als Estats Units, que inclou exemplars de moltes de les millors creacions com a Sant Jeroni a la seva cel·la. Hi ha també estampes de molts dels gravadors més destacats des del Renaixement: Andrea Mantegna, Marcantonio Raimondi, Lucas van Leyden, Hendrick Goltzius, Rembrandt (l'aiguafort Els tres arbres), Piranesi, Goya, Manet, Toulouse-Lautrec, Mary Cassatt, Edvard Munch, Erich Heckel…

## Galeria d'obres destacades

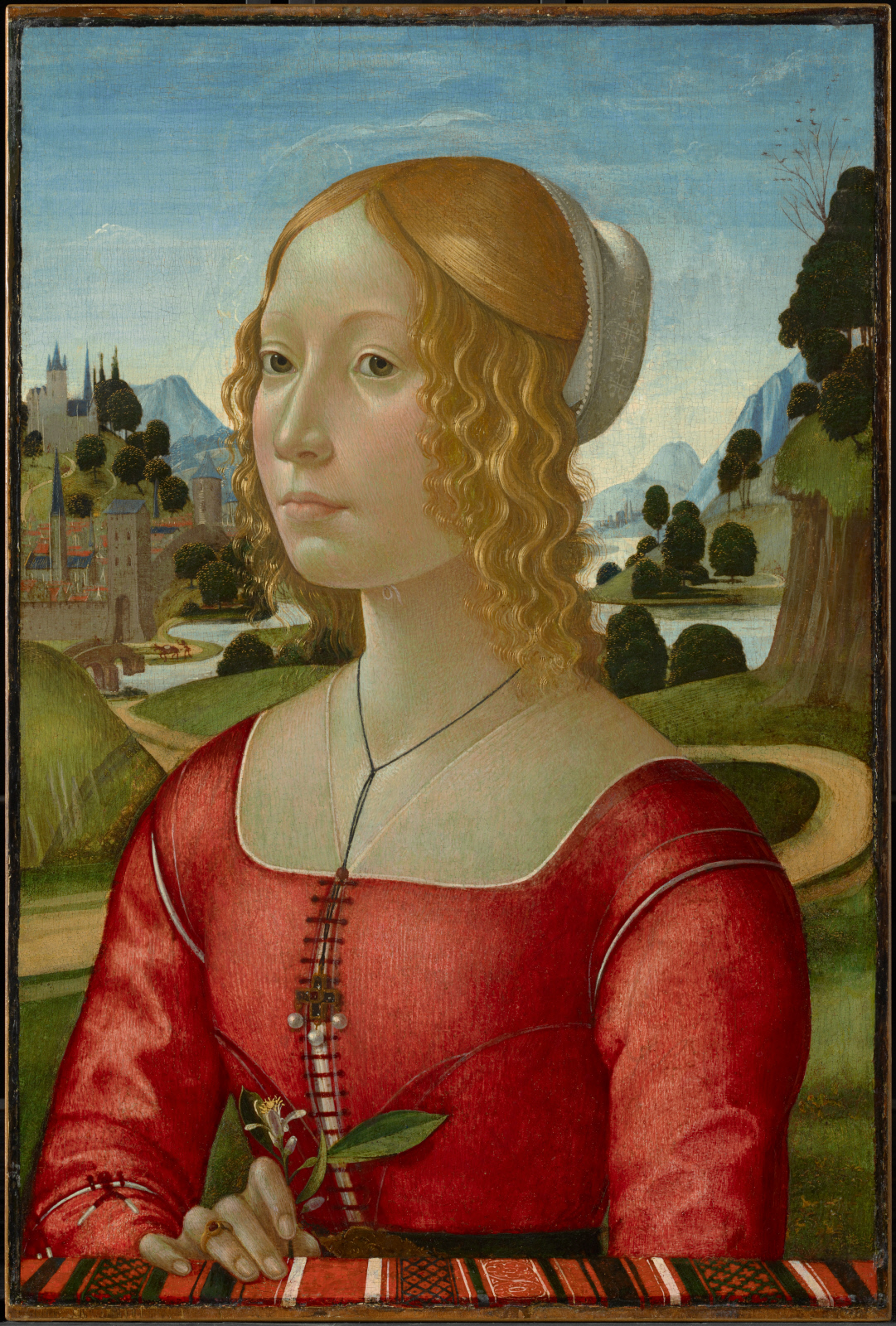
Domenico Ghirlandaio, Retrat de dama
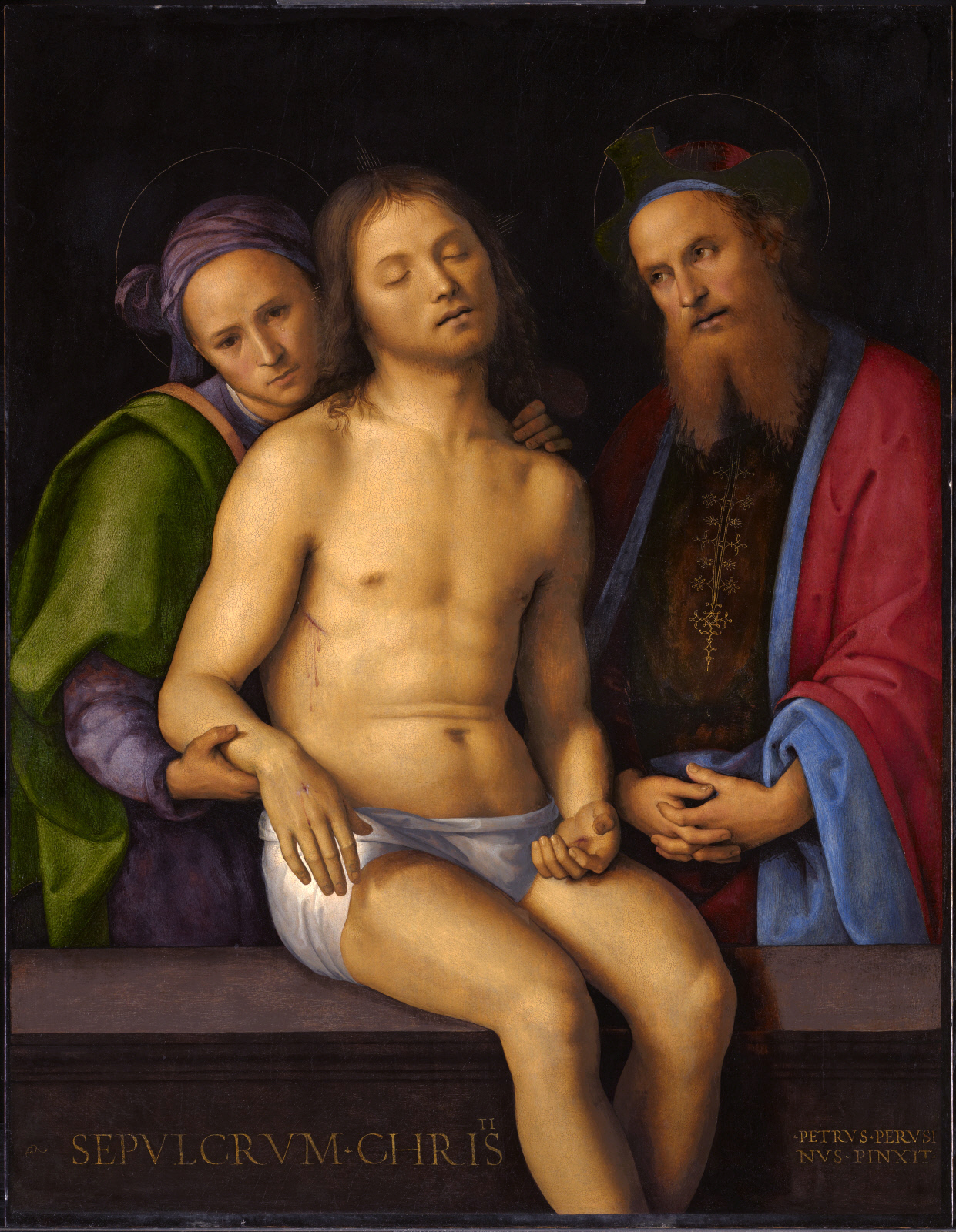
Perugino, Crist mort sostingut per Nicodemo i José de Arimatea
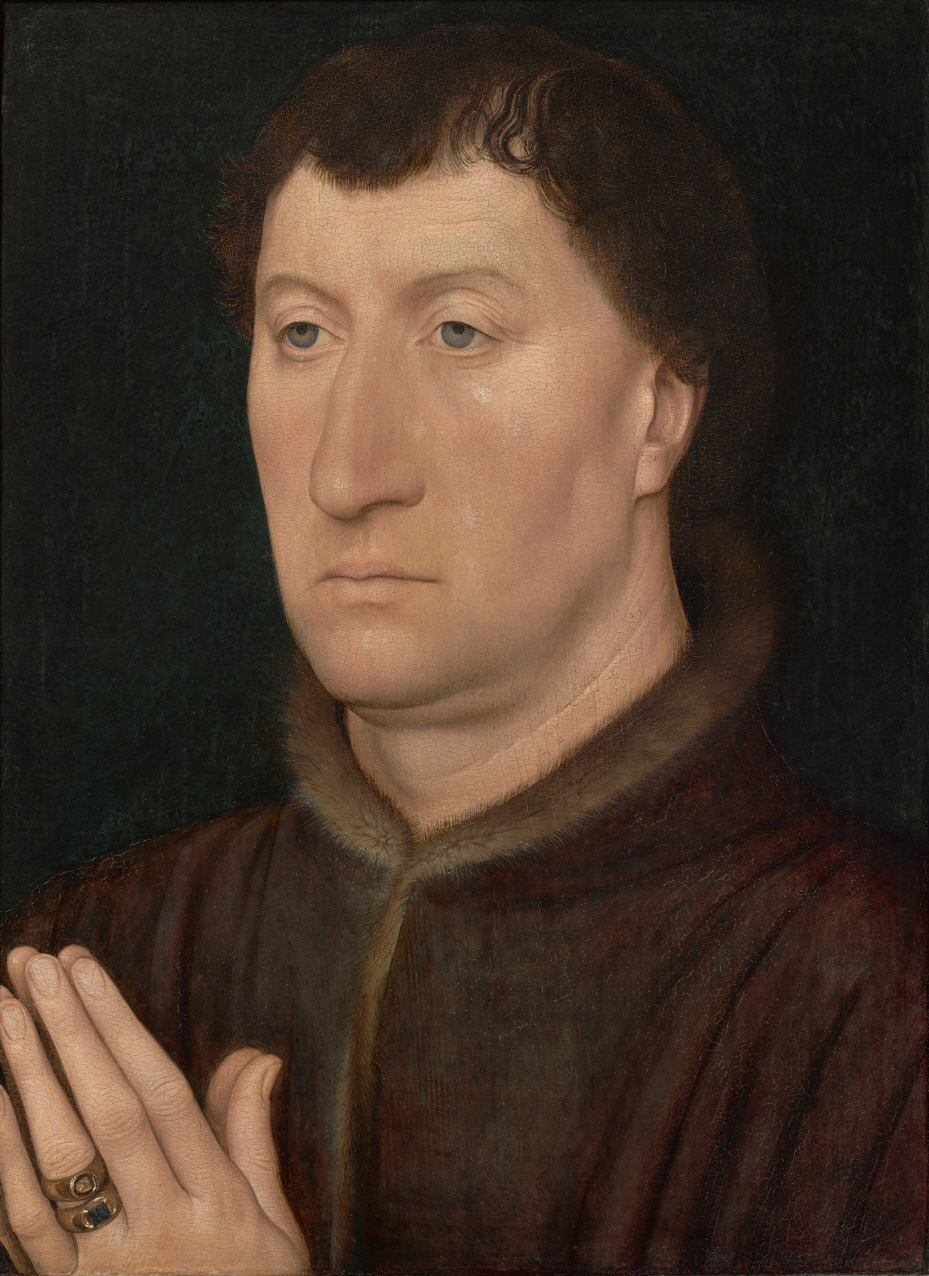
Hans Memling, Retrat de Gilles Joye
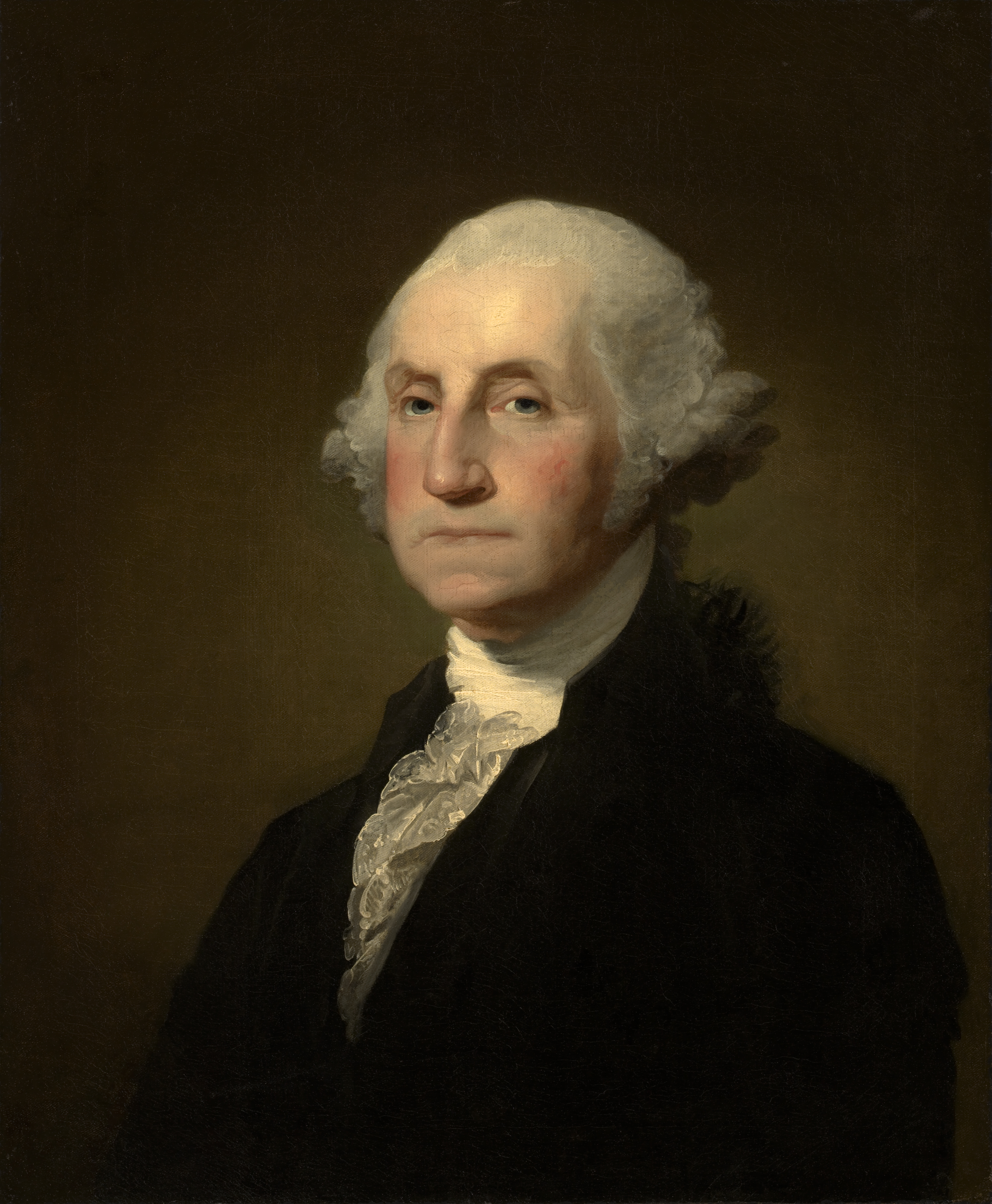
Gilbert Stuart, Retrat de George Washington
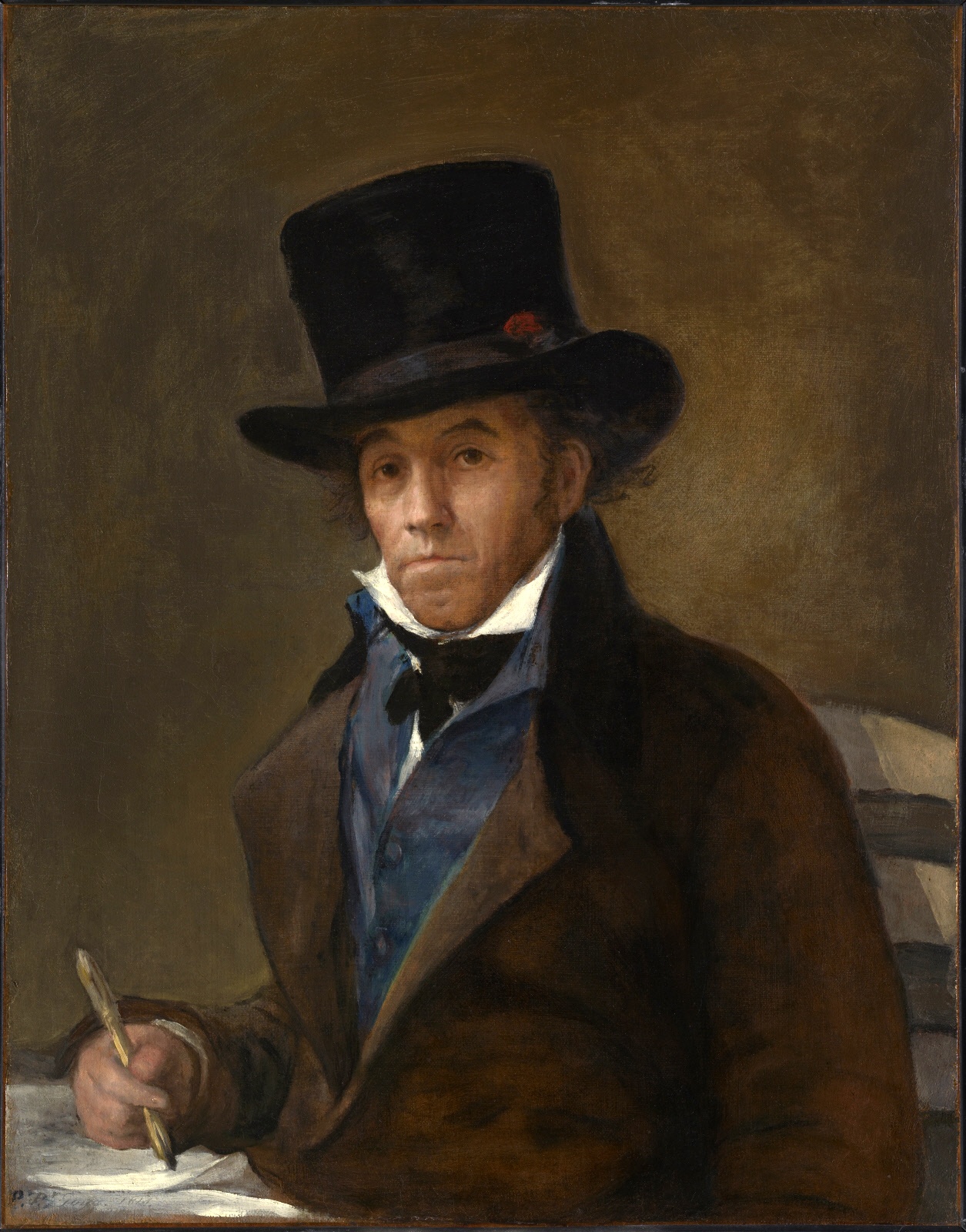
Francisco de Goya, Retrat del pintor Asensio Juliá, 1814
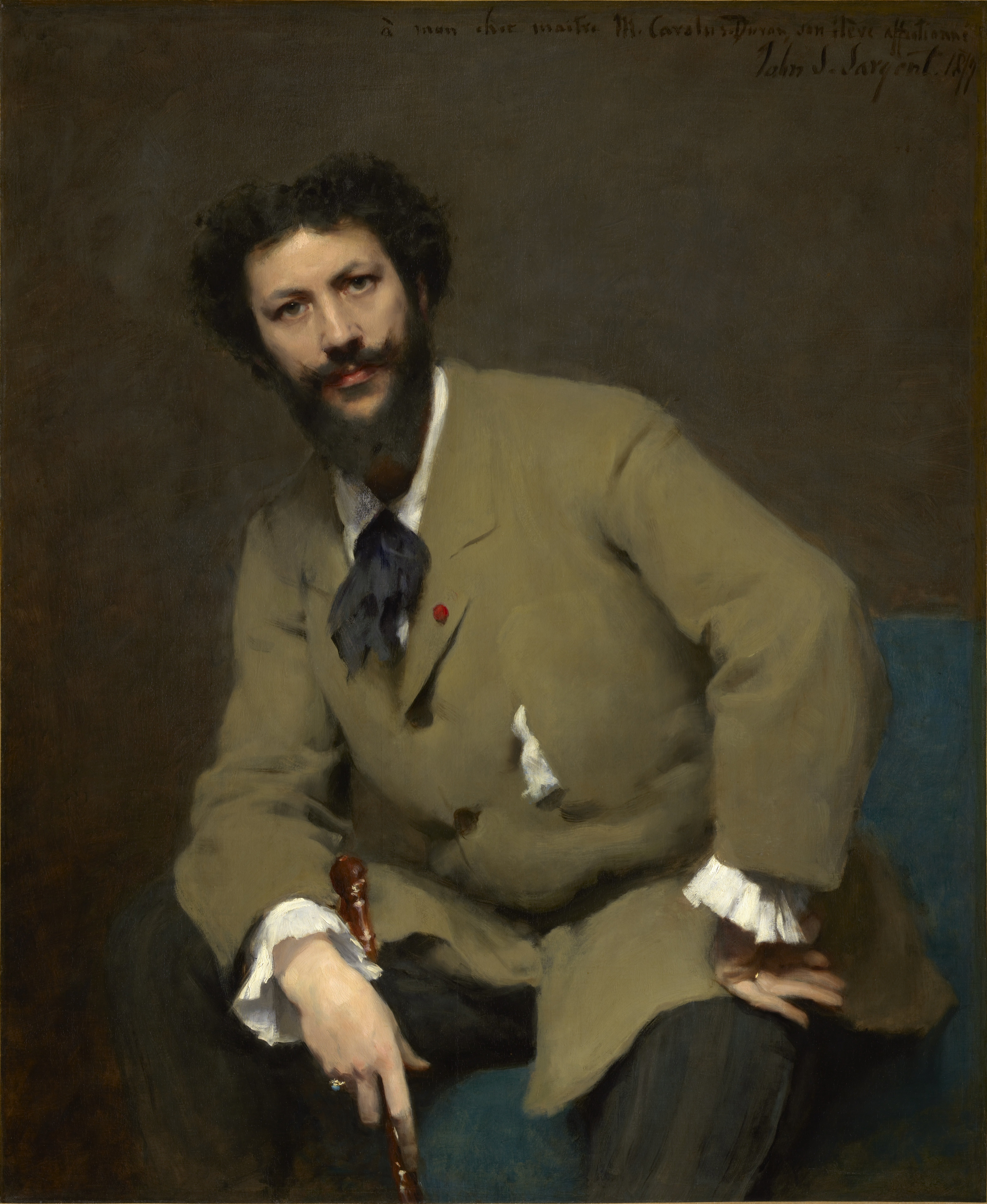
John Singer Sargent, Retrat del pintor Carolus Duran
Jean-Léon Gérôme, La venda de l'esclava
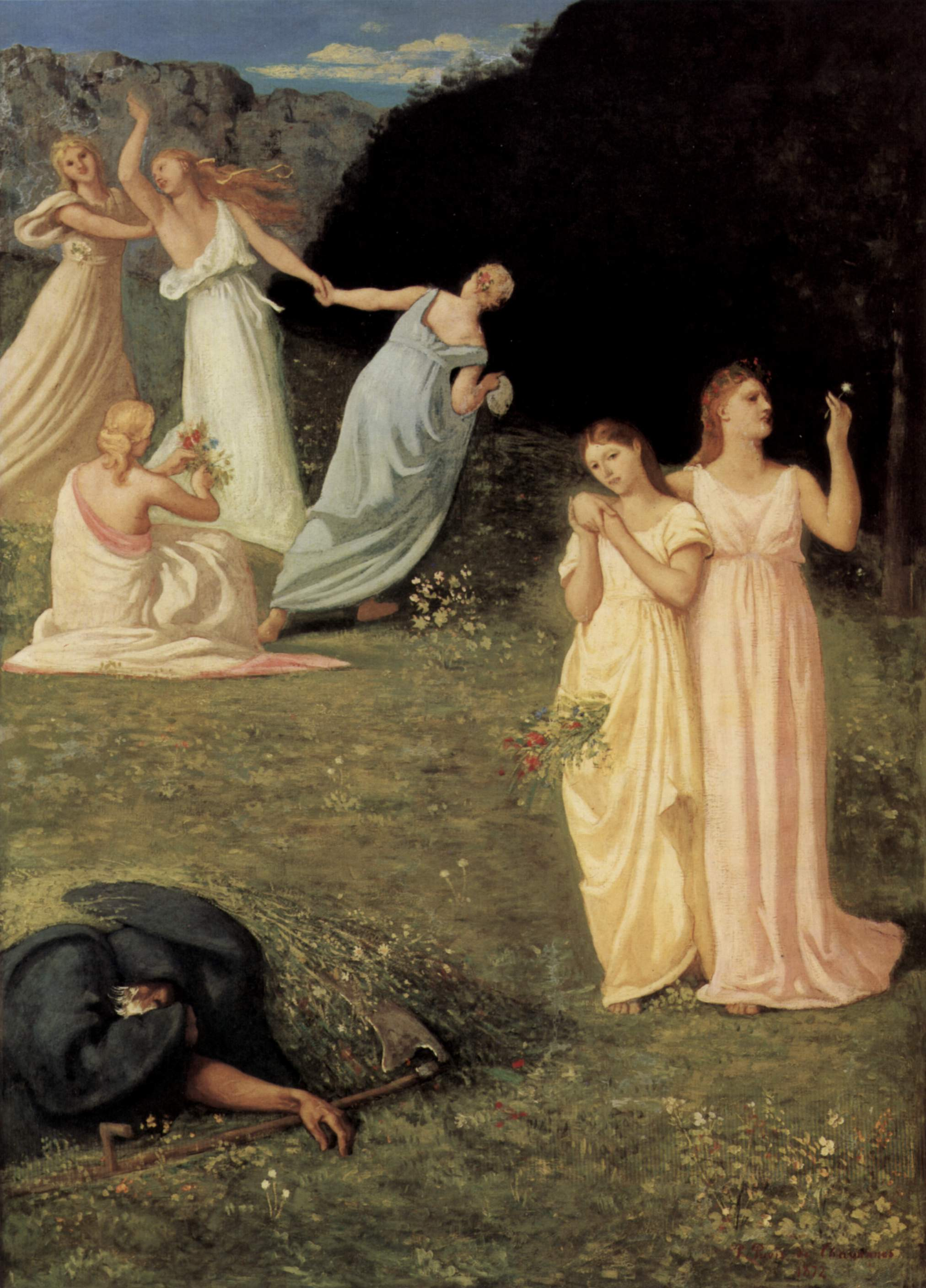
Puvis de Chavannes, Al·legoria amb la Mort
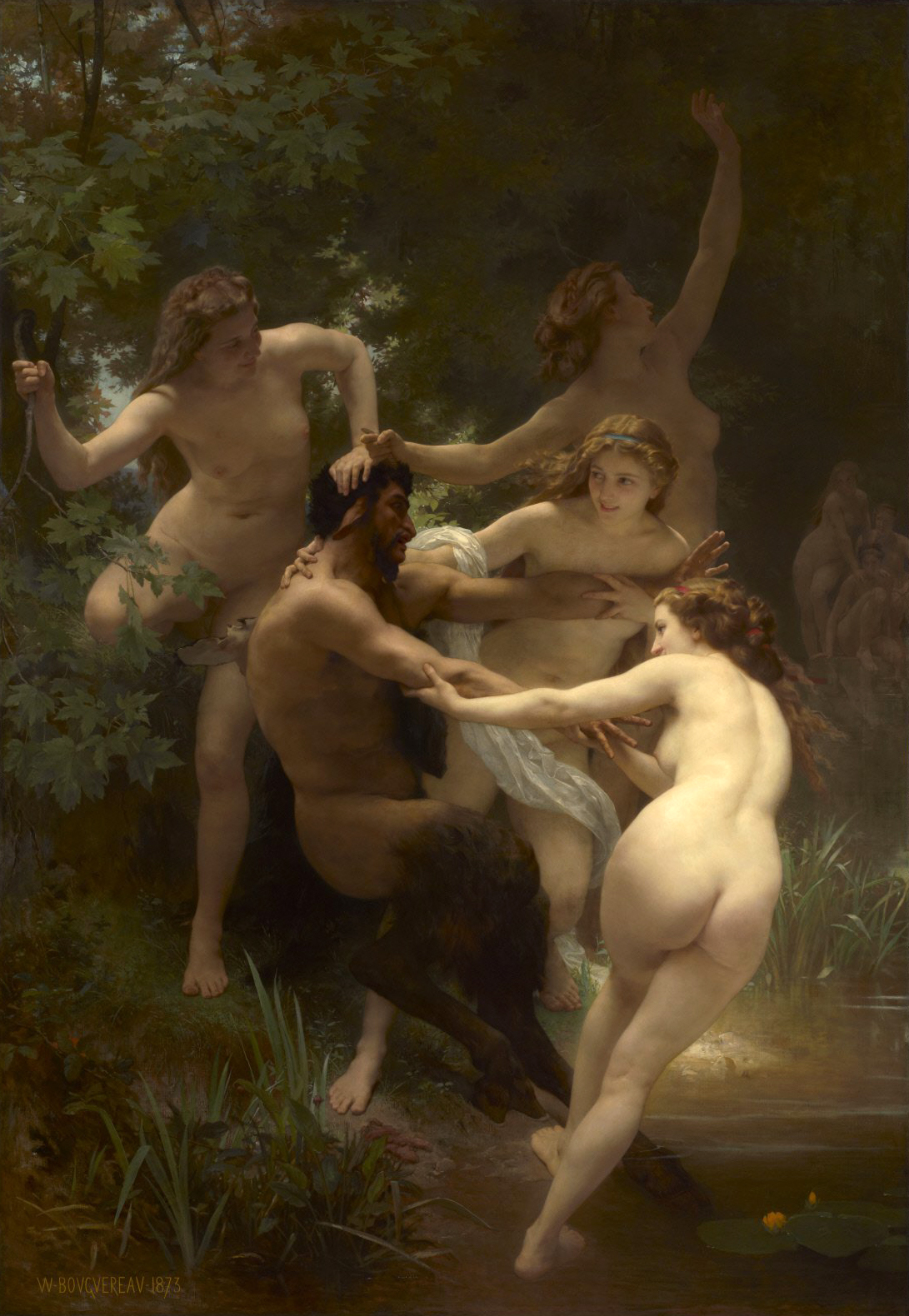
William-Adolphe Bouguereau, Nimfes i sàtir
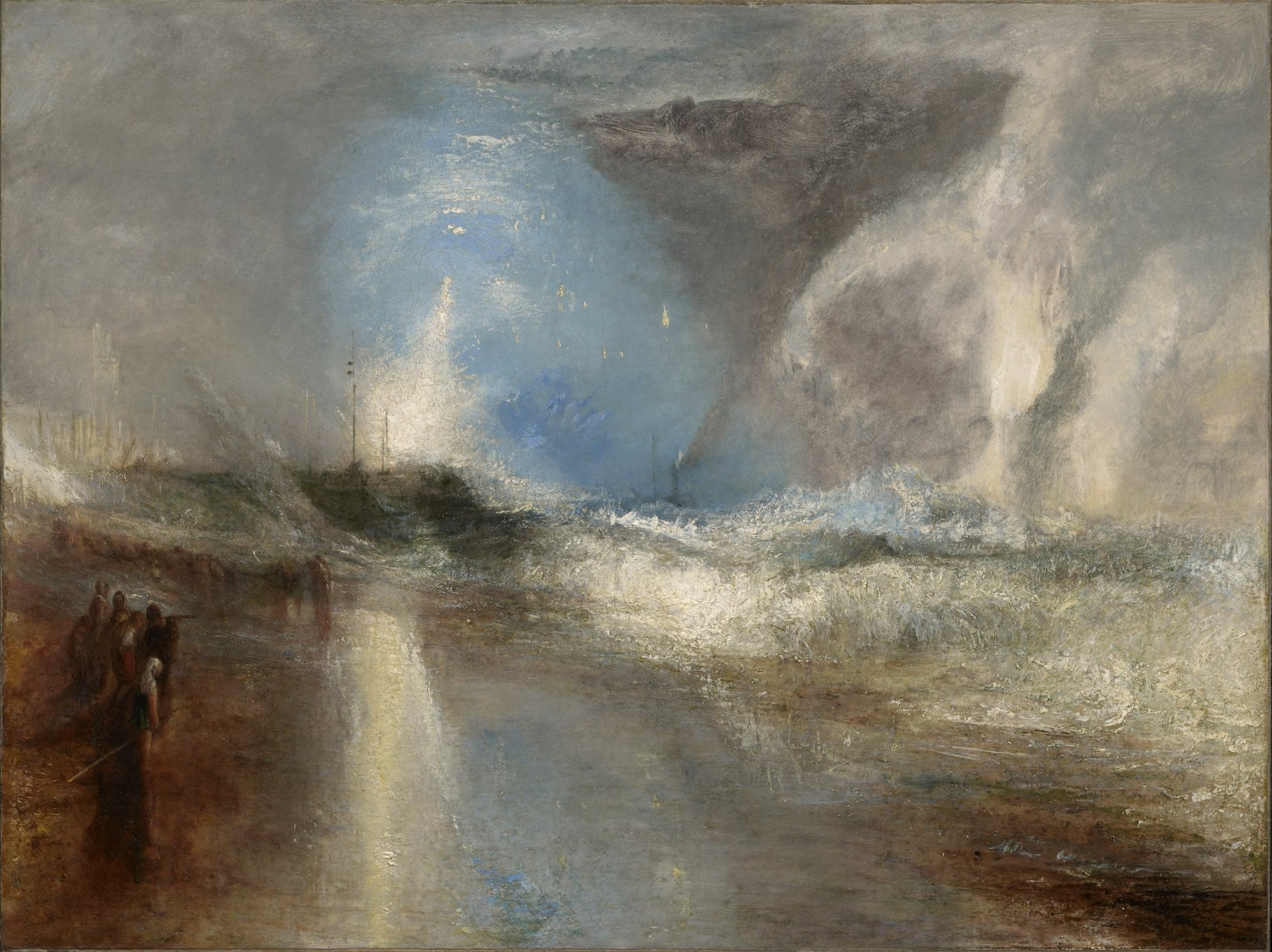
Turner, Paisatge
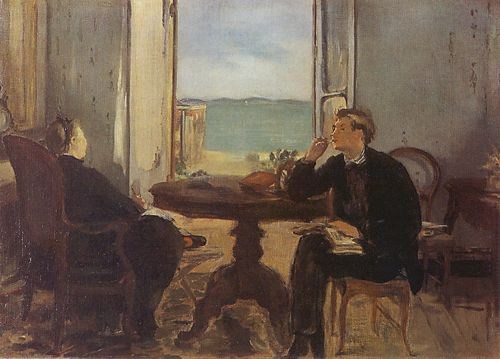
Manet, Interior a Arcachón
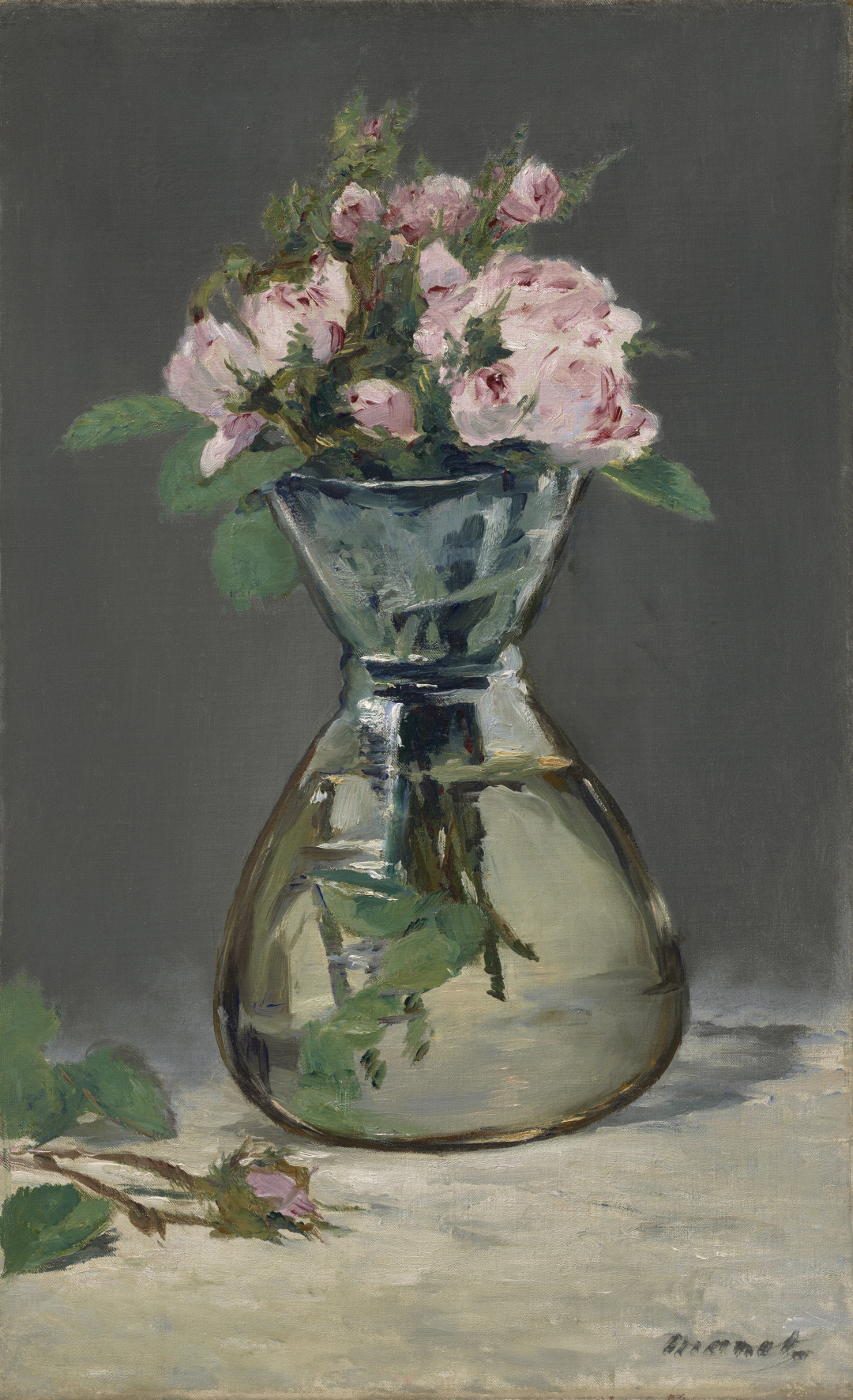
Manet, Roses en un gerro
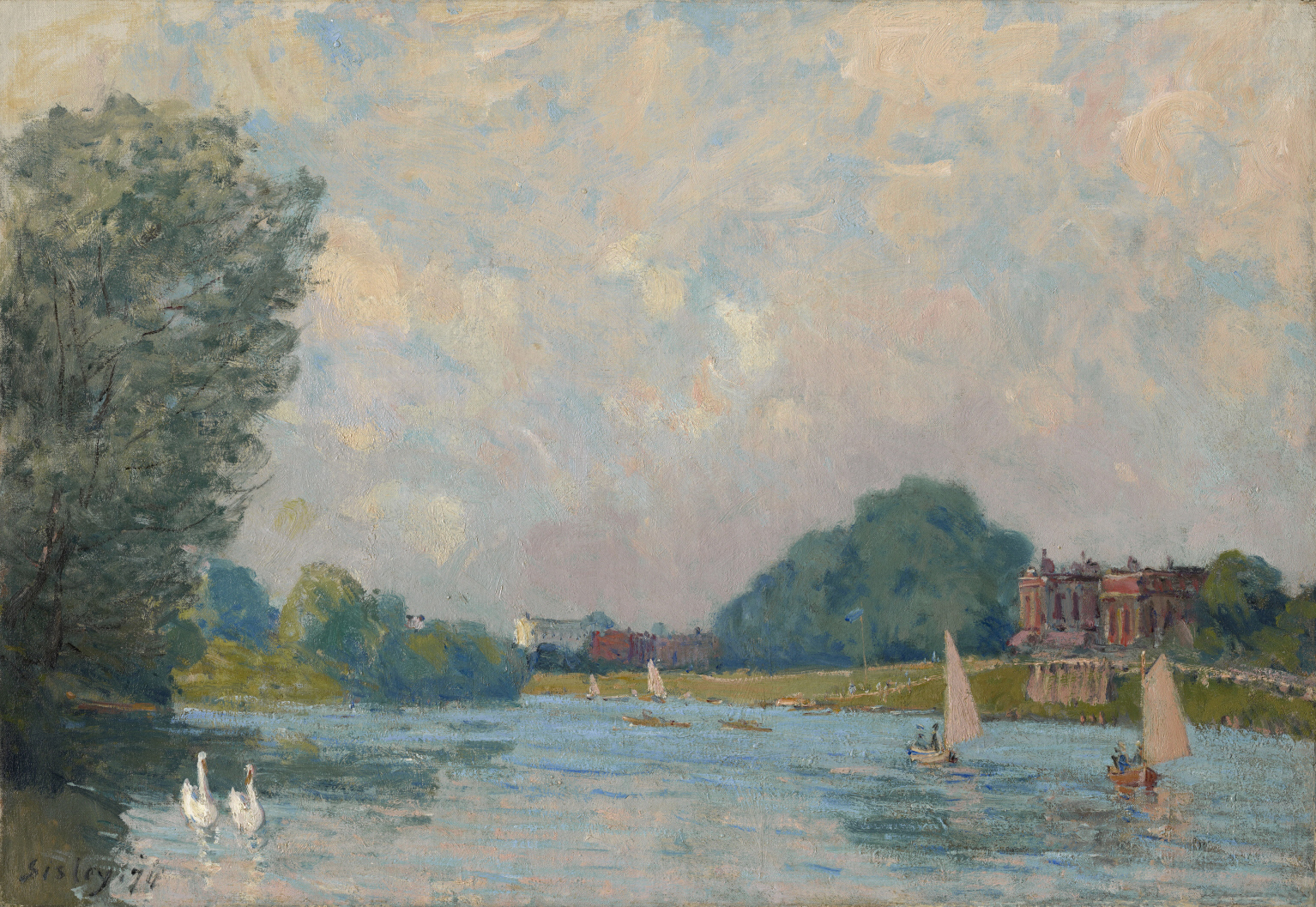
Alfred Sisley, Paisatge de Hampton Court
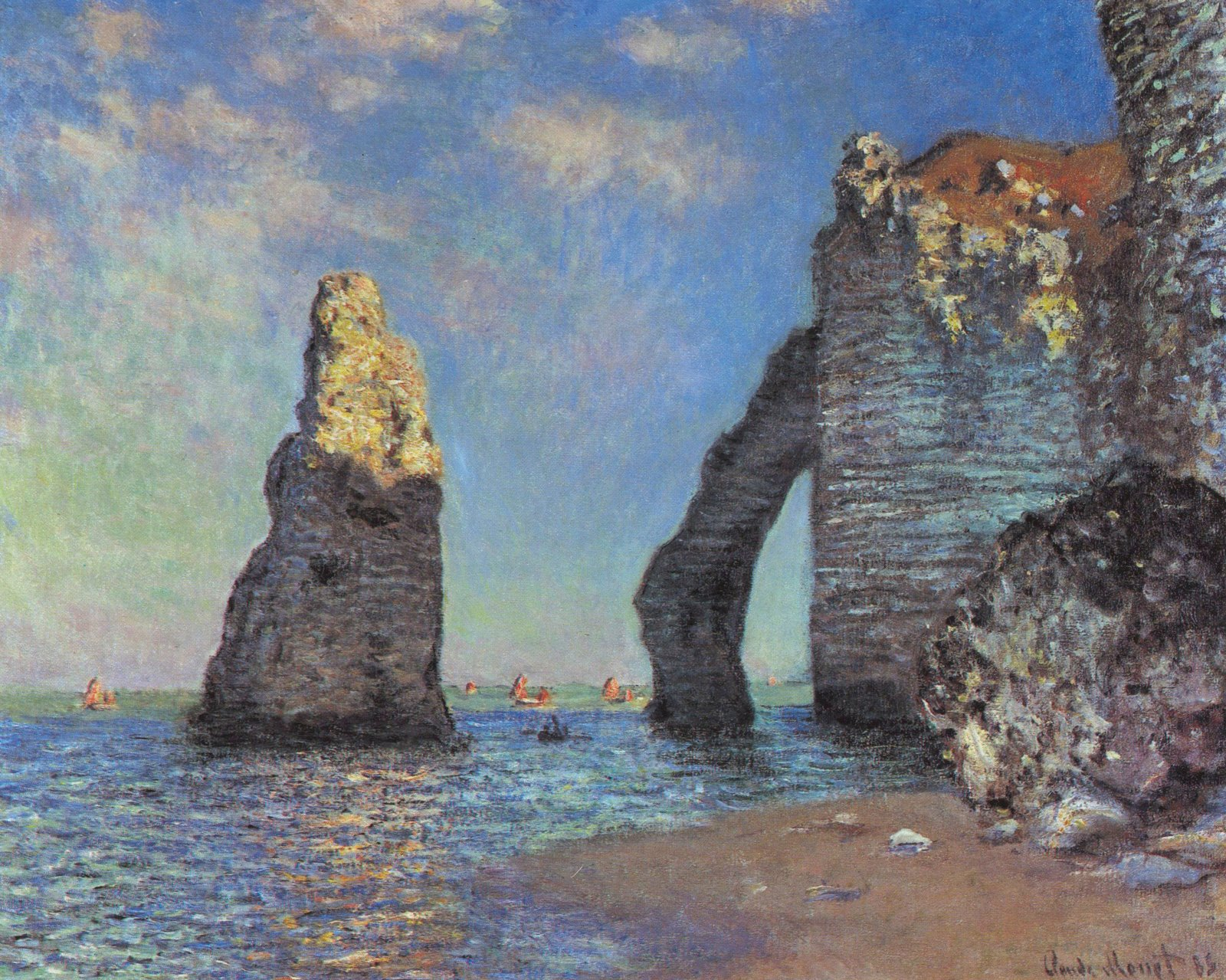
Monet, Penya-segats de Étretat
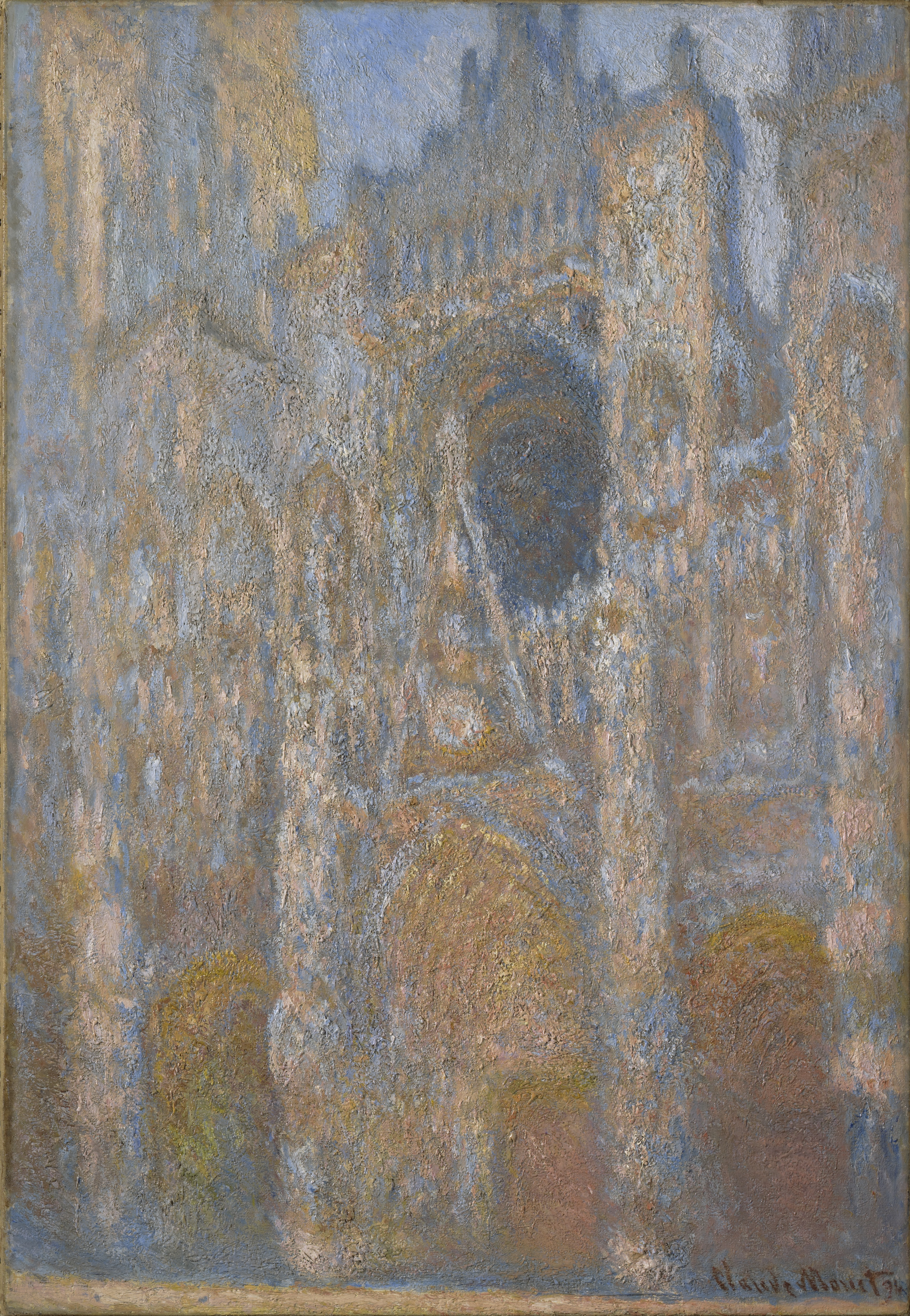
Monet, Vista de la catedral de Ruen
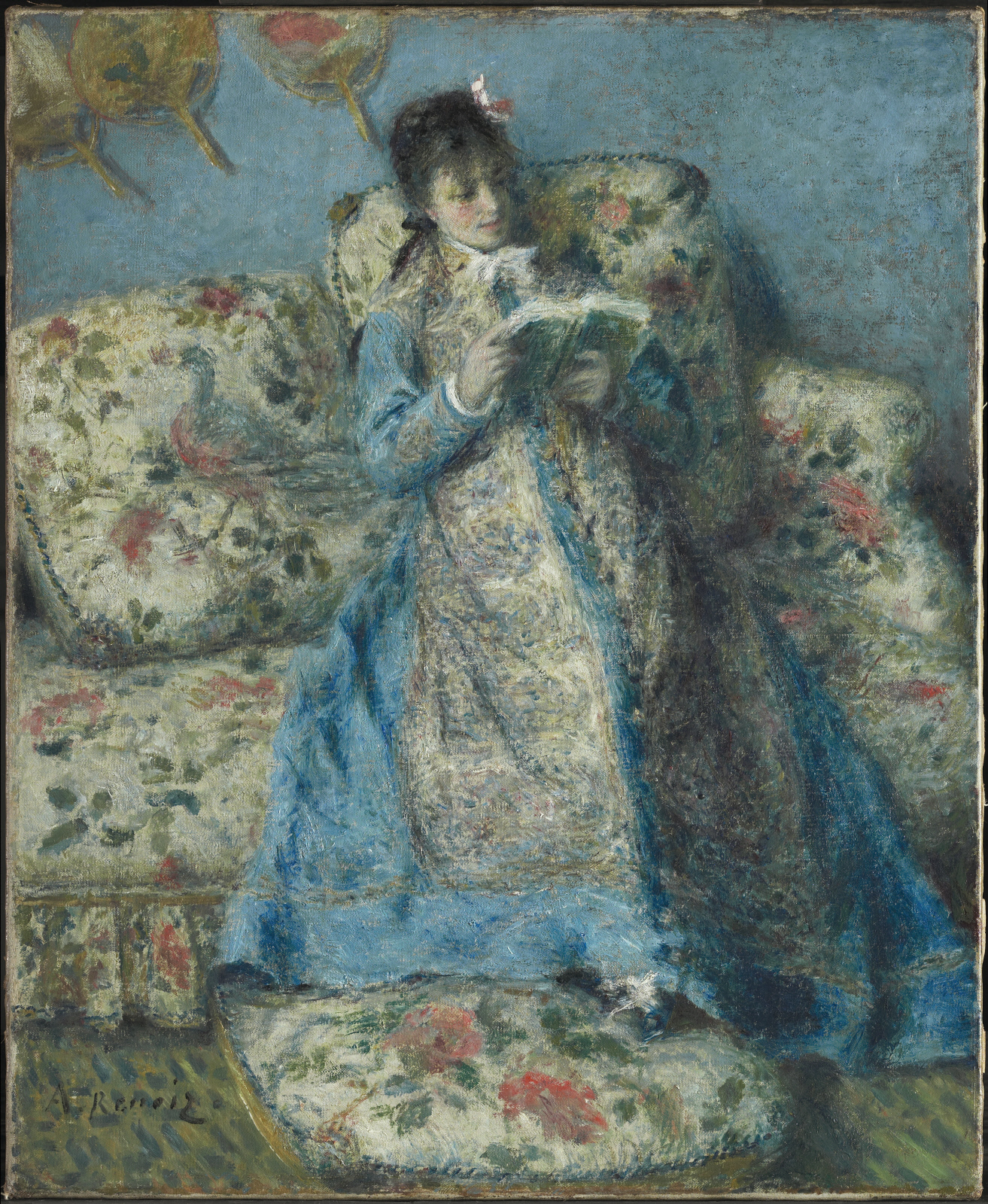
Renoir, Camille Monet llegint
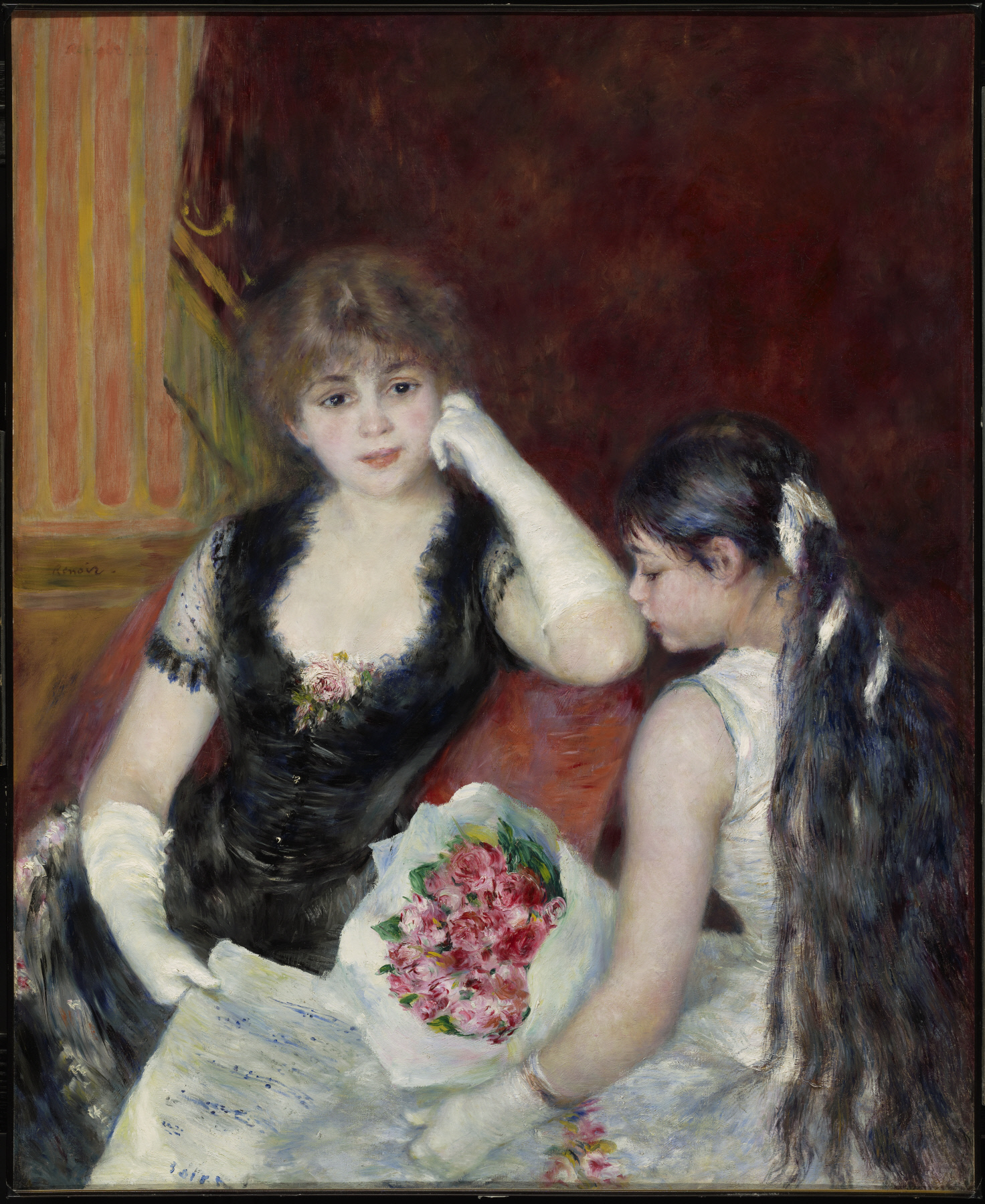
Renoir, A l'Òpera
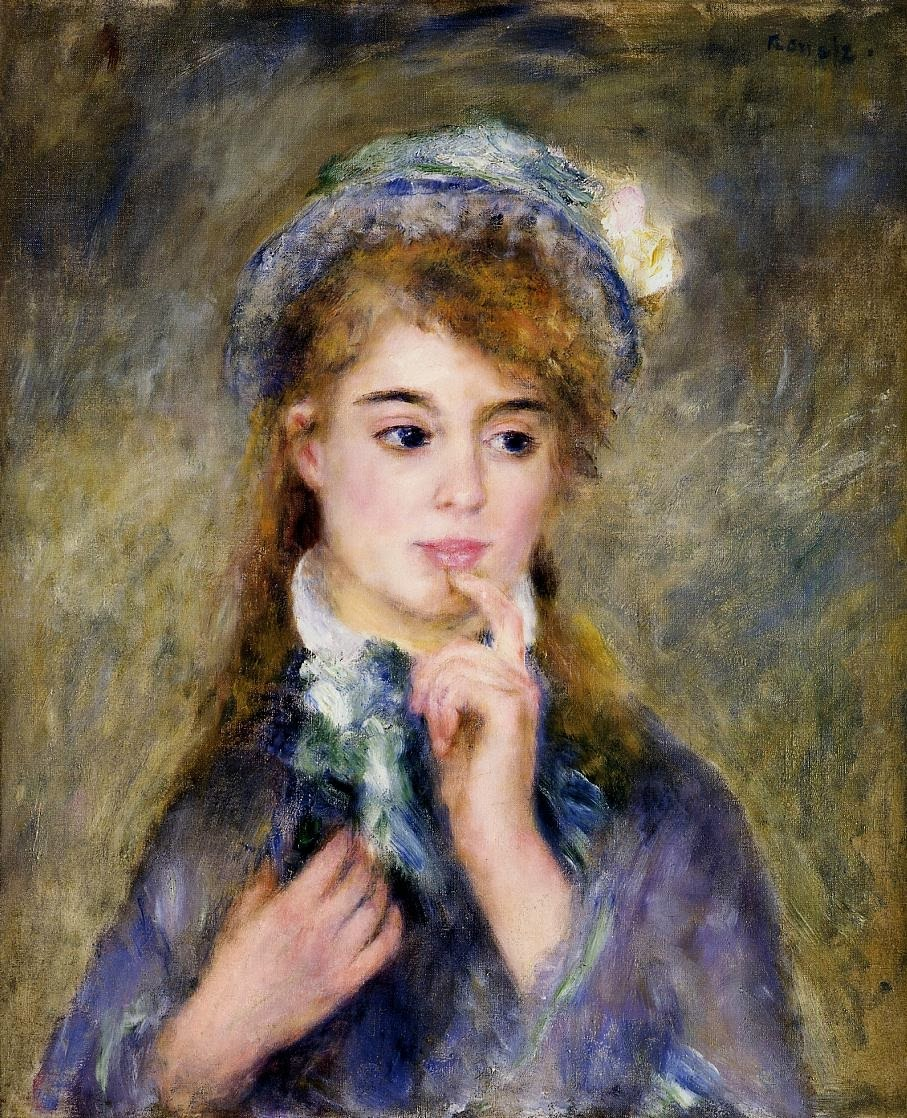
Renoir, La ingènua
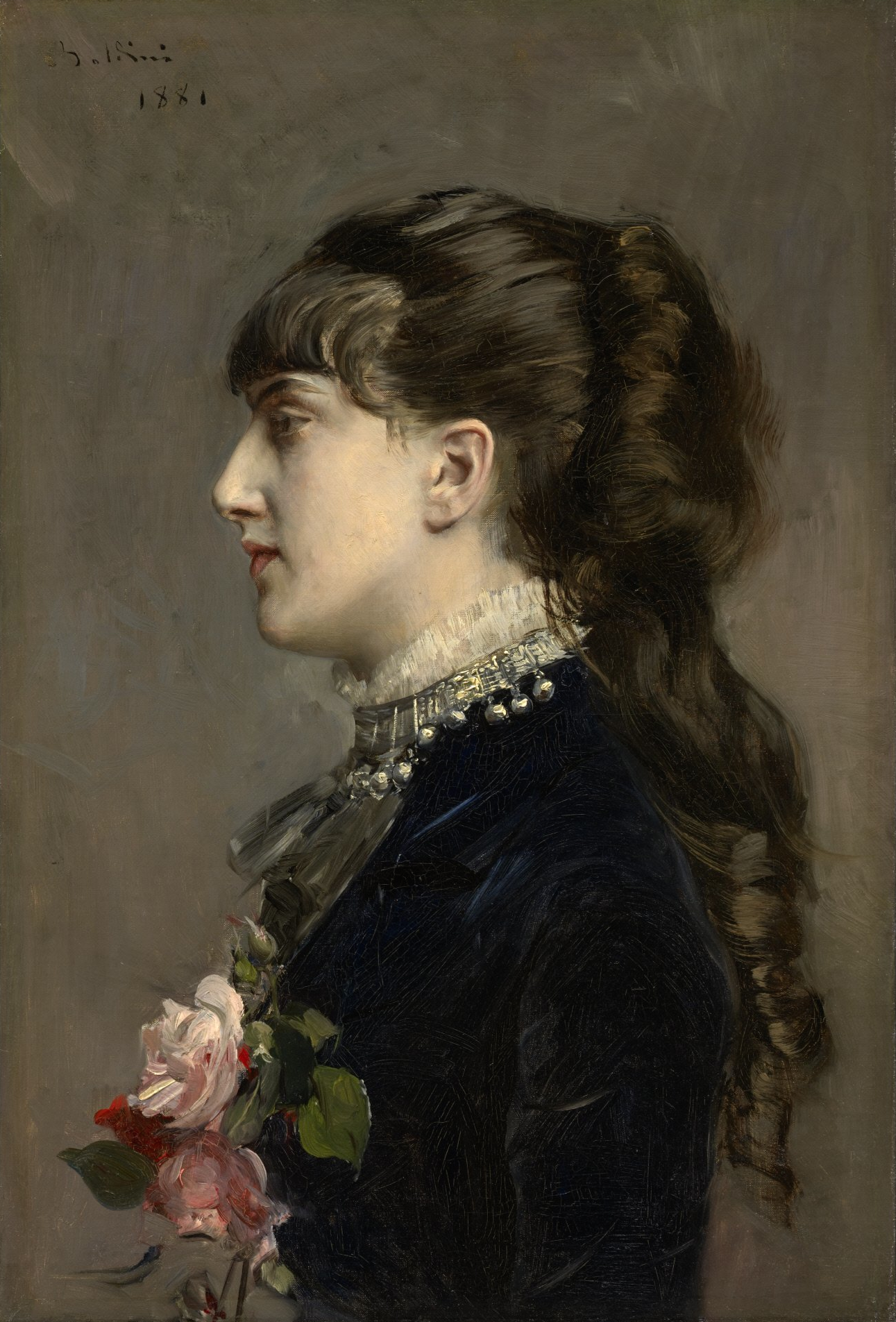
Giovanni Boldini, Retrat de Madame Leclanche